# خوزه آنیلتون جونیور
خوزه آنیلتون جونیور (به پرتغالی: José Anilton Júnior) مدافع اهل برزیل است که در شهر Penedo و در تاریخ ۱۰ ژوئیهٔ ۱۹۸۰ به دنیا آمده‌است.
خوزه آنیلتون جونیور در تیم‌های فوتبال Corinthians سابقهٔ حضور دارد.